# 744 Aguntina
Aguntina (asteroide 744) é um asteroide da cintura principal com um diâmetro de 58,69 quilómetros, a 2,7816514 UA. Possui uma excentricidade de 0,1220852 e um período orbital de 2 060 dias (5,64 anos).
Aguntina tem uma velocidade orbital média de 16,73275983 km/s e uma inclinação de 7,70738º.
Esse asteroide foi descoberto em 26 de Fevereiro de 1913 por Joseph Rheden.